# 尾城孝一
尾城 孝一（おじろ こういち、1957年〈昭和32年〉 - )は、日本の図書館員。元東京大学附属図書館事務部長、国立情報学研究所オープンサイエンス基盤研究センター特任研究員。

## 来歴・業績
1982年早稲田大学大学院文学研究科修士課程修了。
1983年、名古屋大学附属図書館に勤務ののち、東京工業大学附属図書館、国立国会図書館、千葉大学附属図書館、国立情報学研究所、東京大学附属図書館に在職。2015年4月より東京大学附属図書館事務部長。2017年4月より国立情報学研究所オープンサイエンス基盤研究センター特任研究員。1997年には文部省在外研究員、あわせて英国ラフバラー大学客員研究員。
千葉大学在職時に国内初の機関リポジトリ(CURATOR)の設立(2005)に携わる。また、国立大学における電子ジャーナル導入のための国立大学図書館協会コンソーシアムに関与。
2005年から国立情報学研究所において機関リポジトリを全国的に展開する最先端学術情報基盤整備事業を牽引。国内各大学・研究機関における学術情報流通基盤となる機関リポジトリを図書館間の協力で推進するとともに、オープンアクセスの理念と実践の定着に大きく貢献し、さらに、オープンアクセスリポジトリ推進協会(JPCOAR)の設立(2017年)を主導した。
2011年には国立、公立、私立の枠組みを超えた大学図書館コンソーシアム連合(JUSTICE、2017年2月現在の加盟533館）の設立を実現し、初代事務局長として、各大学における学術情報への安定的なアクセスに寄与するとともに、日本学術会議科学者委員会学術誌問題検討分科会の委員としてオープンサイエンス政策の立案に参画し、引き続き図書館の立場から研究者の役割を重視する方向性を提案している。

## 著作

### 論文
- CiNii>尾城孝一